# Josep Jové i Surroca
Josep Jové i Surroca (Almenar, Segrià, 1884 – Mèxic, 1947) fou un sindicalista i polític català. De formació autodidacta, treballà com a ferroviari i milità a la CNT i a la UGT. Assistí al congrés que, convocat per Solidaritat Obrera, decidí la constitució de la CNT a Barcelona entre el 30-31 d'octubre i 1 de novembre de 1910, representant la Societat Obrera dels Lamparers i Llautoners de Barcelona. Formà part dels Comitès Sindicalistes Revolucionaris, en representació dels quals assistí al tercer congrés de la Internacional Sindical Roja de Moscou el 1924. Durant un temps s'exilià a França, on treballà de lampista i fou militant de la Secció Francesa de la Internacional Obrera (SFIO) i de la CGT. També va viure uns anys a l'Argentina, on fou militant del Partit Socialista Argentí.
Després s'afilià a la UGT i a la Unió Socialista de Catalunya, fou president de la Federació Regional Catalana de la UGT de juliol de 1928 a desembre de 1931. Va ser vicepresident de la Federació Socialista de Barcelona del PSOE. En les eleccions municipals del 12 d'abril de 1931 fou elegit tinent d'alcalde de l'Ajuntament de Barcelona i president de la Comissió de Política Social de l'Ajuntament.
Acceptà, el novembre de 1931, formar part del govern de la Generalitat com a conseller de Foment i Agricultura sense el vistiplau del partit, raó per la qual fou expulsat tant de la UGT com del PSOE.Acceptà el càrrec poc després de la destitució del conseller socialista Salvador Vidal Rossell. Pel desembre del mateix any passà a ser conseller de Sanitat i Assistència Social, fins l’octubre de 1932. S'afilia a ERC. Durant la guerra civil fou cap del Servei d'Inspeccions de la Conselleria d'Economia de la Generalitat. Després de la guerra civil espanyola s'exilià a França i el 22 de maig de 1942 arribà a Mèxic a bord del Nyassa.